# Antonio Llorente
Antonio Llorente Maldonado de Guevara (Salamanca, 1922 - Sagos, 21 de agosto de 1998) fue un lingüista español. Obtuvo el doctorado en la Universidad de Madrid. Fue catedrático de las universidades de Granada y de Salamanca, y profesor emérito de esta. Fue maestro de una pequeña legión de hispanistas a los que trató siempre casi como un padre; entre ellos se cuentan Luis Santos Río, Julio Borrego Nieto y José J. Gómez Asencio, quien ocupó su cátedra tras su jubilación. Son notables trabajos suyos el Atlas Lingüístico y Etnográfico de Andalucía, en colaboración con Manuel Alvar y Gregorio Salvador, y otros relacionados con el habla de Salamanca. Tenía 4 hermanos, el más pegueño era José Manuel llorente que se casó con María del Carmen Maldonado de Guevara, tuvieron 4 hijos:Paz, José Manuel ,Antonio y Pablo. Paz no se ha casado ni tiene hijos, José Manuel se casó con Nuria Álvarez y han tenido a Carmen Llorente Álvarez, Antonio se casó con Raquel García y tuvieron a Jorge Llorente García a Carmen Llorente García y a Ana Raquel Llorente García, por último, Pablo se casó con Myriam y tuvieron a Vega Llorente.  

## Obras

### Libros
- Morfología y sintaxis. El problema de la división de la gramática: Antonio Llorente Maldonado de Guevara; Granada: Universidad de Granada, 1955.[3][4]

- Las comarcas históricas y actuales de la provincia de Salamanca: Antonio Llorente Maldonado de Guevara; Salamanca : Centro de Estudios Salmantinos, Patronato "José M. Quadrado", Consejo Superior de Investigaciones Científicas, 1976. ISBN 84-00-03516-X

- Aspectos lingüísticos de la tierra de Béjar: Antonio Llorente Maldonado de Guevara; S.l. : s.n., 1986 (Salamanca : Varonna). ISBN 84-398-5793-4

- El Léxico del tomo I del "Atlas lingüístico y etnográfico de las Islas Canarias": Antonio Llorente Maldonado de Guevara; Cáceres : Universidad de Extremadura, Servicio de Publicaciones, D.L. 1987. ISBN 84-600-5223-0

- La norma lingüística del español actual y sus transgresiones: Antonio Llorente Maldonado de Guevara; Salamanca : Ediciones Universidad de Salamanca, 1991. ISBN 84-7800-048-8

- Hablemos de nuestra lengua: Antonio Llorente Maldonado de Guevara; Salamanca : La Gaceta Regional de Salamanca, 2000. ISBN 84-86820-34-0

- Toponimia salmantina: Antonio Llorente Maldonado de Guevara, María del Rosario Llorente Pinto; Salamanca : Diputación de Salamanca, 2003. ISBN 84-7797-198-6

### Artículos científicos
- Esquema toponímico de la provincia de Salamanca: topónimos latinos de romanización, II, Antonio Llorente Maldonado de Guevara, Revista de dialectología y tradiciones populares, ISSN 0034-7981, Cuaderno 32, 1976, pags. 301-308

- Consideraciones sobre el español actual, Antonio Llorente Maldonado de Guevara, Anuario de Letras, ISSN 0185-1373, Vol. 18, 1980, pags. 5-61

- Coincidencias léxicas entre Andalucía y el Valle del Ebro, Antonio Llorente Maldonado de Guevara, Archivo de filología aragonesa, ISSN 0210-5624, Vol. 36-37, 1985, pags. 347-376

- Encuesta en Hinojosa de Duero, Antonio Llorente Maldonado de Guevara, LEA: Lingüística española actual, ISSN 0210-6345, Vol. 9, N.º 2, 1987, pags. 305-314

- Las denominaciones de la losa o lancha en las provincias de Zamora, Salamanca y Ávila, Antonio Llorente Maldonado de Guevara, Revista de dialectología y tradiciones populares, ISSN 0034-7981, Cuaderno 43, 1988 (Ejemplar dedicado a: Volumen en homenaje a la Dra. D.ª Concepción Casado Lobato), pags. 365-378

- Las denominaciones correspondientes a las lexías de la lengua estándar arroyo, torrentero, manantial y terreno pantanoso, en Zamora, Salamanca y Ávila (I), Antonio Llorente Maldonado de Guevara, Revista de filología española, ISSN 0210-9174, Tomo 69, Fasc. 3-4, 1989, pags. 253-276

- Las denominaciones correspondientes a las lexías de la lengua estándar arroyo, torrentera, manantial y terreno pantanoso en Zamora, Salamanca y Ávila, Antonio Llorente Maldonado de Guevara, Revista de filología española, ISSN 0210-9174, Tomo 70, Fasc. 1-2, 1990, pags. 71-90

- "Salamanca": manuscrito de Miguel de Unamuno, Antonio Llorente Maldonado de Guevara, Salamanca: revista de estudios, ISSN 0212-7105, N.º 41, 1998 (Ejemplar dedicado a: Salamanca y su provincia en Miguel de Unamuno), pags. 257-334

- Las hablas aragonesas en las fronteras occidentales (límites con La Rioja, Soria, Guadalajara y Cuenca), Antonio Llorente Maldonado de Guevara, Archivo de filología aragonesa, ISSN 0210-5624, Vol. 56, 2000, pags. 267-286

- Algunas características de La Rioja en el marco de las hablas del Valle del Ebro y de las comarcas vecinas de Castilla y Vasconia, Antonio Llorente Maldonado de Guevara, Archivo de filología aragonesa, ISSN 0210-5624, Vol. 56, 2000, pags. 287-31

- "Correspondencias entre el léxico salmantino y el léxico de Aragón, Navarra y Rioja", Archivo de filología aragonesa, ISSN 0210-5624, Vol. 56, 2000, pags. 317-335

### Colaboraciones en obras colectivas
- Borro, borra, borrego, burro, borrico, Miscelánea filológica dedicada a Mons. A. Griera, Vol. 1, 1955, pags. 63-78.

- Las construcciones de carácter impersonal en español, Estudios ofrecidos a Emilio Alarcos Llorach, Vol. 1, 1977, ISBN 84-400-2819-9, pags. 107-126

- Esquema toponímico de la provincia de Salamanca: topónimos latinos de romanización, III (topónimos de origen dudoso con cierta probabilidad de remontarse a la romanización), Homenaje a Julio Caro Baroja / coord. por Jesús Antonio Cid, Antonio Carreira, Manuel Gutiérrez Esteve, 1978, ISBN 84-7476-002-X, pags. 699-710

- Las "Querellas del ciego de Robliza" de Luis Maldonado, I: noticia sobre la génesis, difusión y estimación del poema, Estudios sobre la literatura y arte : dedicados al profesor Emilio Orozco Díaz / coord. por Andrés Soria Olmedo, Nicolás Marín, Antonio Gallego Morell, Vol. 2, 1979, ISBN 84-338-0124-4, pags. 311-322

- Comentario de algunos aspectos de léxico del tomo II del ALEICan, I Simposio Internacional de Lengua española (1978) / coord. por Manuel Alvar, 1981, ISBN 84-85828-07-1, pags. 193-224

- La expresión de la impersonalidad en español, Actas del cuarto Congreso Internacional de Hispanistas / coord. por Eugenio Bustos Tovar, Vol. 2, 1982, ISBN 84-7481-215-1, pags. 199-210

- Lateralización de /-R/ en el español de Puerto Rico: sociolectos y estilos, Philologica hispaniensia : in honoren Manuel Alvar, Vol. 1, 1983 (Dialectología), ISBN 84-249-0900-3, pags. 387-398

- Correspondencias entre el léxico salamantino y el léxico de Aragón, Navarra y Rioja, Serta philologica : F. Lázaro Carreter : natalem diem sexagesimum celebranti dicata, Vol. 1, 1983 (Estudios de lingüística y lengua literaria), pags. 329-341

- Un ramillete de voces riberanas: contribución al inventario del léxico salmantino, Philologica hispaniensia : in honoren Manuel Alvar, Vol. 1, 1983 (Dialectología), ISBN 84-249-0900-3, pags. 399-418

- Comentario de algunos aspectos del léxico del tomo I de ALEICan, II Simposio Internacional de Lengua española (1981) / coord. por Manuel Alvar, 1984, ISBN 84-7133-488-7, pags. 283-330

- Topónimos salmantinos y repobladores vasconavarros, Symbolae Ludovico Mitxelena septuagenario oblatae, Vol. 1, 1985, ISBN 84-600-4141-7, pags. 721-734

- En la Salamanca de las sonoras arcaicas (Las andanzas de un aprendiz de dialectólogo), Homenaje a Álvaro Galmés de Fuentes, Vol. 1, 1985, ISBN 84-249-0983-6, pags. 233-244

- Seis jornadas de encuesta dialectal en Las Arribes del Duero,Homenaje a Alonso Zamora Vicente, Vol. 2, 1989, ISBN 84-7039-551-3, pags. 197-206

- Algunas denominaciones de las formas y de las orientaciones del terreno en Zamora, Salamanca y Ávila, Scripta philologica : in honorem Juan M. Lope Blanch / coord. por Elisabeth Luna Traill, Vol. 2, 1991 (Lingüística española e iberoamericana), ISBN 968-36-2588-6, pags. 145-162

- Fronteras lingüísticas internas en territorio aragonés, I Curso de Geografía Lingüística de Aragón / coord. por José María Enguita Utrilla, Tomás Buesa Oliver, 1991, ISBN 84-7820-098-3, pags. 165-184

- Topónimos abulenses y repobladores vascones, Actas de las I Jornadas de onomástica, toponimia, Vitoria, abril de 1986 / coord. por Ángeles Líbano Zumalacárregui, Henrike Knörr, 1991, ISBN 84-85479-59-9, pags. 177-197

- Denominaciones del guijarro y del canto rodado en las provincias de Zamora, Salamanca y Ávila, Estudios filológicos en homenaje a Eugenio de Bustos Tovar / coord. por Juan Felipe García Santos, José Antonio Bartol Hernández, Javier de Santiago Guervós, Vol. 2, 1992, ISBN 84-7481-743-9, pags. 561-572

- Las denominaciones del "terrón de tierra" en Zamora, Salamanca y Ávila, Antiqua et nova Romania : estudios lingüísticos y filológicos en honor de José Mondejar en su sexagenario aniversario, Vol. 1, 1993, ISBN 84-338-1755-8, pags. 133-148

- Usos de carácter semiculto en el español metropolitano actual, II Encuentro de lingüistas y filólogos de España y México : Salamanca 25-30 de noviembre de 1991 / coord. por Beatriz Garza Cuarón, José Antonio Pascual Rodríguez, Alegría Alonso González, 1994, ISBN 84-7846-312-7, pags. 283-292

- La repoblación vascona en Ávila y Salamanca a la luz de la toponimia, Toponimia de Castilla y León : actas de la Reunión Científica sobre Toponimia de Castilla y León, Burgos, noviembre de 1992 / coord. por Hermógenes Perdiguero Villarreal, Antonio A. Álvarez, 1995, ISBN 84-605-2034-X, pags. 13-32

- Rasgos fonéticos meridionales en la provincia de Ávila, Homenaje a Félix Monge : estudios de lingüística hispánica / coord. por María Antonia Martín Zorraquino, Túa Blesa, 1995, ISBN 84-249-1692-1, pags. 313-324

- Innovaciones morfosintácticas, locucionales y léxicas en el español de nuestros días, Philologica : (Homenaje al profesor Ricardo Senabre), 1996, ISBN 84-7723-265-2, pags. 323-340

- Otras denominaciones del guijarro y del canto rodado en las provincias de Zamora, Salamanca y Ávila, Contribuciones al estudio de la lingüística hispánica : homenaje al profesor Ramón Trujillo / coord. por Manuel Almeida, Josefa Dorta Luis, Vol. 2, 1997, ISBN 84-89354-41-3, pags. 175-184